# Đông Ấn

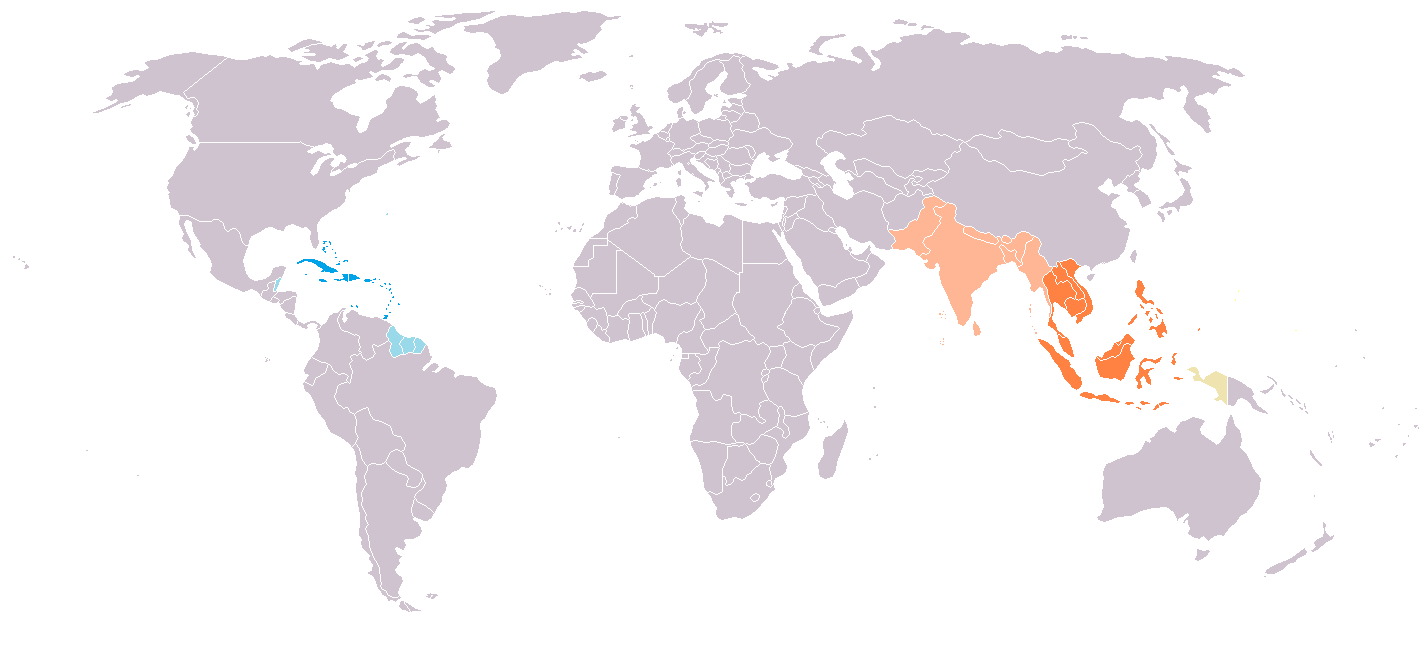
Đông Ấn
Ấn Độ thuộc Anh/Ấn Độ
Tây New Guinea

Đông Ấn (tiếng Anh: Indies hay East Indies hoặc East India) là một thuật ngữ dùng để chỉ các đảo của Đông Nam Á, đặc biệt là Quần đảo Mã Lai. Về nghĩa rộng hơn, Đông Ấn cũng được sử dụng để chỉ các vùng đất ở Nam và Đông Nam Á, bao trùm cả  Ấn Độ thuộc Anh (Ấn Độ, Pakistan, Bangladesh, Myanmar, Sri Lanka, Maldives) và cũng bao gồm cả Thái Lan, Malaysia, Indonesia, những nơi sau này gọi là Đông Ấn Hà Lan trước khi độc lập.
Đông Ấn cũng bao gồm Đông Dương, quần đảo Philippines, Brunei, Singapore và Đông Timor. Tuy nhiên nó không bao gồm Tây New Guinea (Tây Papua), là một phần của Melanesia.